# جودرون ويت
جودرون ويت (بالألمانية: Gudrun Witte)‏ (4 يناير 1962 في ألمانيا - ) هي لاعبة كرة طائرة ألمانية. شاركت في الألعاب الأولمبية الصيفية 1984.

## وصلات خارجية
- جودرون ويت على موقع أوليمبيديا (الإنجليزية)